# Monasa
A Monasa a madarak (Aves) osztályának harkályalakúak (Piciformes) rendjébe, ezen belül a bukkófélék (Bucconidae) családjába tartozó nem.

## Tudnivalók
Ez a taxonnév a görög monas (a monos egyik alakja) szóból származik; és jelentése: „magányos”.
A Monasa-fajok előfordulási területe Hondurastól délre, Dél-Amerika északi feléig tart. A trópusi esőerdők lakói.

## Rendszerezés
A nembe az alábbi 4 faj tartozik:
- Monasa atra (Boddaert, 1783)[3]
- Monasa flavirostris Strickland, 1850[4]
- fehérhomlokú apácamadár (Monasa morphoeus) (Hahn & Küster, 1823)[5]
- korallcsőrű apácamadár (Monasa nigrifrons) (Spix, 1824)[6]